# Hoa hạnh nhân
Hoa hạnh nhân là một loạt các tác phẩm được vẽ vào khoảng năm 1888 và 1890 bởi Vincent van Gogh tại Arles và Saint-Rémy, miền nam nước Pháp với chủ đề hoa hạnh nhân nở. Loài hoa này rất đặc biệt với van Gogh. Chúng đại diện cho sự thức tỉnh và hy vọng. Ông rất thích chúng về mặt thẩm mỹ và tìm thấy niềm vui trong việc những bông hạnh nhân này. Các tác phẩm phản ánh ảnh hưởng của chủ nghĩa Ấn tượng, chủ nghĩa phân điểm (Divisionism) và tranh khắc gỗ Nhật Bản. Loạt tranh Hoa hạnh nhân được Van Gogh thực hiện để chào mừng sự ra đời của cháu trai và trùng tên với mình, là con của em trai Theo và em dâu Jo.

## Miền nam nước Pháp
Năm 1888, Van Gogh được truyền cảm hứng ở miền nam nước Pháp và bắt đầu thời kỳ vẽ năng suất nhất trong sự nghiệp hội họa của mình. Kết nối đến bức tranh của Nông trại ở Provence (1888), Phòng trưng bày Nghệ thuật Quốc gia lưu ý rằng:
"Đó là mặt trời mà van Gogh tìm kiếm ở Provence, một thứ ánh sáng chói lọi sẽ gột sạch các chi tiết và đơn giản hóa các hình thức, thu nhỏ thế giới xung quanh ông theo kiểu mẫu mà ông ngưỡng mộ trong các các bức tranh khắc gỗ Nhật Bản. Arles, ông nói là "Nhật Bản ở phía Nam". Ở đây, ông cảm thấy, hiệu ứng của mặt trời sẽ nhấn mạnh các đường nét của tác phẩm và đưa màu sắc đạt đến sự tương phản rõ ràng, sống động. Những cặp bài trùng, màu xanh-đỏ của cây cỏ, màu xanh và màu cam đan xen trong hàng rào, và cả những đám mây màu hồng làm sinh động bầu trời xanh ngọc - tất cả như rung động với nhau. "

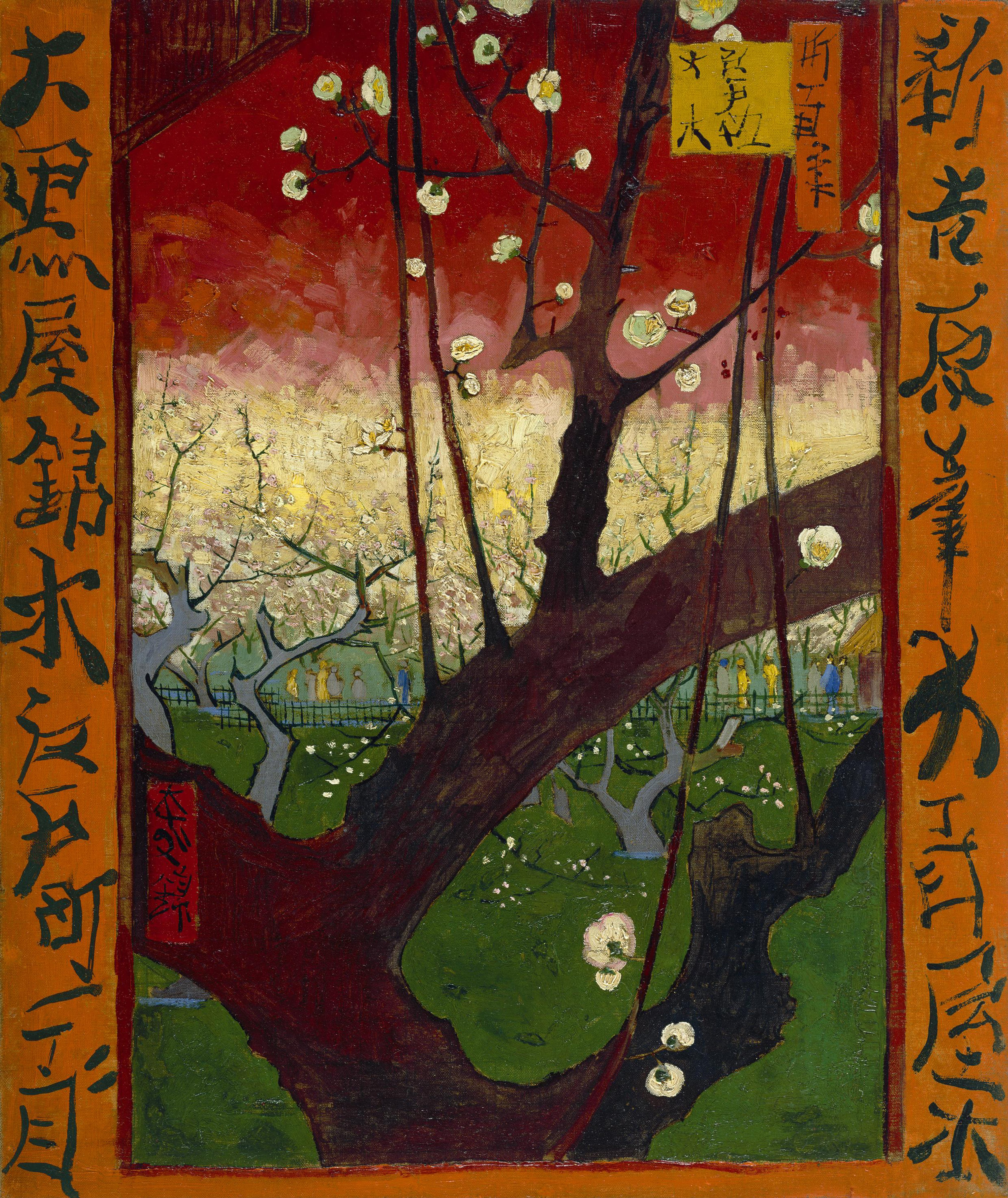
Japonaiserie: Cây mận trổ hoa (sau Hiroshige) vẽ bởi Vincent van Gogh, 1887. Nay tại Van Gogh Museum, Amsterdam (F371)

Khi Van Gogh đến Arles vào tháng 3 năm 1888, các cây ăn quả trong vườn đang sắp nở rộ. Hoa của cây mai, đào và cây mận đang giục giã ông, và chỉ trong vòng một tháng ông đã vẽ 14 bức tranh về các cây ăn quả nở hoa. Rất phấn khởi về chủ đề này, Van Gogh đã hoàn thành gần một bức tranh mỗi một ngày. Khoảng ngày 21 tháng 4 ông viết cho Theo, rằng ông "sẽ phải tìm kiếm một cái gì đó mới, bây giờ các vườn cây ăn quả đã gần đang hoàn toàn trổ hoa." 
Tác phẩm của Van Gogh cũng phản ánh sự quan tâm của ông đối với các tranh in bằng gỗ Nhật Bản. Vườn mận của Hiroshige ở Kameido vẽ chủ thể đẹp đẽ với các mẫu màu phẳng và không tả bóng. Van Gogh sử dụng thuật ngữ Japonaiserie để thể hiện sự ảnh hưởng từ hội họa Nhật Bản này; ông đã thu thập hàng trăm bản in của Nhật Bản và so sánh các tác phẩm của các nghệ sĩ vĩ đại của Nhật Bản, như Hiroshige, với những tác phẩm của các bậc thầy như Rembrandt, Hals và Vermeer. Hiroshige là một trong những bậc thầy vĩ đại cuối cùng của dòng tranh Nhật được gọi là ukiyo-e. Van Gogh cũng tích hợp một số kỹ thuật của ukiyo-e vào tác phẩm của mình để thể hiện sự kính trọng với tranh của Hiroshige vào năm 1887.
Các bức tranh Nhật Bản đại diện cho cuộc tìm kiếm sự thanh thản của Van Gogh, mà ông mô tả trong một lá thư gửi cho chị mình, "Có càng nhiều sự thanh thản này càng tốt, đây  có lẽ là một phương thuốc hiệu nghiệm để chữa bệnh còn hơn tất cả những thứ được bán tại cửa hàng của nhà hóa học, dù không phải ai cũng biết điều đó. " Miền nam nước Pháp và những cây hoa dường như đã đánh thức van Gogh từ trạng thái ảm đạm của ông thành một con đường rõ ràng, có phần tăng động và phấn khởi. Ông viết, "Tôi đang ngập đầu trong công việc vì cây cối đang nở hoa và tôi muốn vẽ một vườn ươm Provençal của sự vui vẻ đáng kinh ngạc." Trước đây, một thời kỳ làm việc nhiều có thể khiến ông kiệt sức, còn lần này ông lại được tiếp thêm sinh lực.